# Dolmen des Pierres Folles du Plessis
Der Dolmen des Pierres Folles du Plessis (auch Pierres folles de Fontenelles oder Pierres Folles au Bernard genannt) liegt an einem Picknickplatz südlich der Straße D 949, nordöstlich von Le Bernard in der Communauté de communes Moutierrois Talmondais bei Les Sables-d’Olonne im Département Vendée in Frankreich. Dolmen ist in Frankreich der Oberbegriff für neolithische Megalithanlagen aller Art (siehe: französische Nomenklatur).

## Der Dolmen
Die West-Ost orientierte Kammer hatte wahrscheinlich eine Länge von etwa fünf und eine Breite von zwei Metern, aber das östliche Ende ist verstürzt. Die Reste eines etwa vier auf drei Meter großen Decksteins, der am westlichen Ende noch aufliegt, liegen in der Kammer. Der Dolmen vom Typ angevin hat keinen erhaltenen Zugang.
Die Masse der durcheinander liegenden Steine am östlichen Ende wurde offensichtlich kürzlich weiter zerbrochen, da es frische Bruchkanten und Bohrspuren gibt, oder ein neuer Stein wurde abgeladen.

## Die Menhire
Zwei benachbarte Menhire (die Menhirs du Plessis) befinden sich nördlich des Dolmen des Pierres Folles du Plessis und südlich des Dolmen de l'Echafaud du Plessis. Die „Menhirs du Plessis“ waren ein gleichseitiges Dreieck aus großen Menhiren, die jeweils 100 Meter voneinander entfernt standen. Zwei sind erhalten, nachdem der östliche 1860 zerstört wurde. Der nördliche Stein hat 7,5 Metern Länge. Er fiel um und wurde 1977 wieder aufgerichtet. Der südliche ist etwa 4,0 Meter hoch und aus Granit. Der Dolmen de la Cour-du-Breuil (auch „Pierre levée“ genannt) liegt südöstlich von Le Bernard.